# Kabinett Mintoff II
Das maltesische Kabinett Mintoff II wurde am 21. Juni 1971 von Premierminister Dom Mintoff von der Partit Laburista (PL) gebildet. Es löste das fünfte Kabinett Borg Olivier ab und befand sich bis zum 25. September 1976 im Amt.

## Geschichte

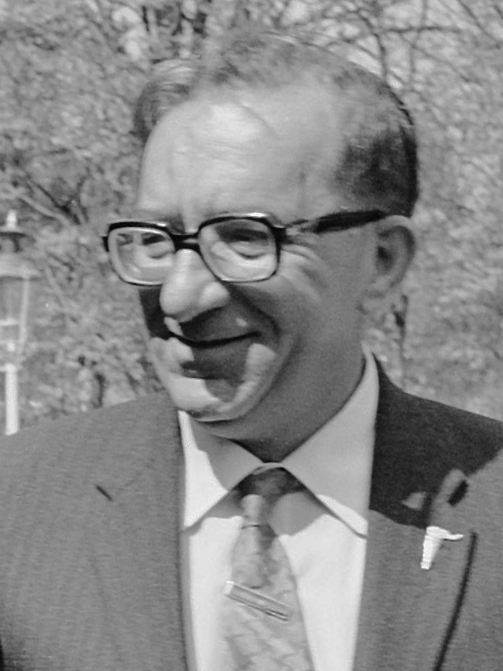
Dom Mintoff (1974)

Bei den Wahlen vom 12. und 14. Juni 1971 erlitt die bislang regierende Partit Nazzjonalista (PN) von Premierminister Ġorġ Borg Olivier eine knappe Niederlage. Die Anzahl der Sitze im Repräsentantenhaus wurde von 50 auf 55 erweitert, von den Mintoffs PL 28 Mandate bekam, während die PN Borg Oliviers 27 Sitze erzielte. Daraufhin bildete Mintoff am 21. Juni 1971 sein zweites Kabinett. In den folgenden Jahren kam es zu einer planwirtschaftlich ausgerichteten Wirtschaftspolitik und einer Annäherung an Libyen.
Am 26. März 1972 kam es zum Abschluss eines neuen Truppenstationierungsvertrages mit Großbritannien, der neben britischen auch NATO-Finanzhilfen sowie EG-Mittel für Industrialisierungsprojekte vorsah. Im Gegenzug gestattete Malta den Briten und der NATO weiterhin militärische Präsenz und verpflichtete sich ferner, keinem Warschauer-Pakt-Staat militärisch nutzbare Anlagen zu überlassen. Am 13. Dezember 1974 erfolgte die Proklamierung Maltas zur Republik innerhalb des Commonwealth of Nations sowie die Verabschiedung der neuen republikanischen Verfassung. Gleichzeitig koppelte die Regierung Mintoff die Maltesische Lira vom britischen Pfund Sterling ab und kündigte das Truppenstationierungsabkommen mit der NATO auf. Dies hatte zur Folge, dass die Truppen bis 1979 abziehen mussten.
Bei den Wahlen zum Repräsentantenhaus am 17. und 18. September 1976 kam es abermals zu einer Erweiterung der Mandate von 55 auf 65 Sitze, wobei auf die Partit Laburista Mintoffs 34 Abgeordnetenmandate entfielen und die Partit Nazzjonalista Borg Oliviers 31 Mandate bekam. Damit verfügte die PL weiterhin über eine absolute Mehrheit.

## Minister
| Amt                                                                          | Name                                | Partei           | Anmerkungen |
| ---------------------------------------------------------------------------- | ----------------------------------- | ---------------- | --- |
| Premierminister, Außenminister und Minister für Commonwealth-Angelegenheiten | Dom Mintoff                         | Partit Laburista | |
| Minister für Finanzen und Zölle                                              | Joseph „Guze“ Abela                 | Partit Laburista | |
| Ministerin für Bildung und Kultur                                            | Agatha Barbara Joseph „Guze“ Cassar | Partit Laburista | Barbara: Amtszeit Juni 1971 bis September 1974, danach Ministerin für Arbeit, Beschäftigung und soziale Sicherheit Cassar: Amtszeit September 1974 bis September 1976, zuvor Minister für Arbeit, Beschäftigung und soziale Sicherheit                                                              |
| Minister für Landwirtschaft, Fischerei, Handel, Industrie und Tourismus      | Joe Micallef Stafrace Paul Xuereb   | Partit Laburista | Micallef Stafrace: Amtszeit Juni bis zum Rücktritt im Oktober 1971 Xuereb: Amtszeit von Oktober 1971 bis September 1974 als Minister für Landwirtschaft, Fischerei, Handel, Industrie und Tourismus Amtszeit von September 1974 bis September 1976 als Minister für Handel, Industrie und Tourismus |
| Minister für Landwirtschaft und Fischerei                                    | Alfred „Freddie“ Micallef           | Partit Laburista | Beginn der Amtszeit September 1974 |
| Minister für Justiz und Parlamentarische Angelegenheiten                     | Anton Buttiġieġ                     | Partit Laburista | |
| Minister für Arbeit, Beschäftigung und soziale Sicherheit                    | Joseph „Guze“ Cassar Agatha Barbara | Partit Laburista | Cassar: Amtszeit Juni 1971 bis September 1974, danach Minister für Bildung und Kultur Barbara: Amtszeit September 1974 bis September 1976, zuvor Ministerin für Bildung und Kultur |
| Gesundheitsminister                                                          | Daniel Piscopo Albert Hyzler        | Partit Laburista | Piscopo: Amtszeit Juni 1971 bis September 1974 Hyzler: Amtszeit September 1974 bis September 1976, zuvor Minister für Wirtschaftsplanung |
| Minister für öffentliche Arbeiten                                            | Lorry Sant                          | Partit Laburista | |
| Minister für Wirtschaftsplanung                                              | Albert Hyzler Wistin Abela          | Partit Laburista | Hyzler: Amtszeit Juni 1971 bis September 1974, danach Gesundheitsminister Abela: seit September 1974 Entwicklungsminister |
| Minister für Post und Elektrizität                                           | Daniel Piscopo                      | Partit Laburista | Amtszeit September 1974 bis September 1976, zuvor Gesundheitsminister |
| Juniorminister beim Finanzminister                                           | Wistin Abela                        | Partit Laburista | seit September 1974 Entwicklungsminister |
| Juniorminister beim Premierminister                                          | Patrick Holland                     | Partit Laburista | seit 30. September 1974 Minister für Wohnungswesen und Ländereien |
| Juniorminister beim Premierminister                                          | Paul Xuereb                         | Partit Laburista | Seit Oktober 1971 Minister für Landwirtschaft, Fischerei, Handel, Industrie und Tourismus |
| Juniorminister beim Minister für Industrie und Landwirtschaft                | Alfred „Freddie“ Micallef           | Partit Laburista | Seit September 1974 Minister für Landwirtschaft und Fischerei |